# Cheriton Bishop
Cheriton Bishop – wieś i civil parish w Anglii, w Devon, w dystrykcie Mid Devon. W 2011 civil parish liczyła 652 mieszkańców. Cheriton Bishop jest wspomniana w Domesday Book (1086) jako Ceritone/Ceritona.